# Вероника Веле Зузулова
Вероника Веле Зузулова (слч. Veronika Velez Zuzulová; Братислава, 15. јул 1984) словачка је алпска скијашица. Такмичи се у техничким дисциплинама: слалому и велеслалому. Чланица је Скијашког клуба Зу Братислава. Тренира у војном спортском центру Дукла из Банске Бистрице. Тренери су јој њен отац Тимотеј Зузула и Владимир Ковар.
Почела је да скија када је имала три години, а са 14 (1999) је освојила Трофеј Тополино у Италији, незванично Светско првенство младих.
У Светском купу у скијању дебитовала је 28. октобра 2000. године у Зелдену Аустрија. Прво победничко постоље постигла је 8. фебруара 2004. освајањем трећег места у слалому у Цвизелу, Немачка.
Као представница Словачке Зузулова је три пута учествовала на Зимским олимпијским играма:2002. у Солт Лејк Ситиу у САД
2006. у Торину, Италија и 2010. у Ванкуверу, Канада. На сва три такмичења учествовала је у слалому и велеслалому, а најбољи пласман имала је у слалому 2010., кад је заузела 10. место.

## Резултати

### Олимпијске игре
- Солт Лејк Сити 2002. : 32. велеслалом
- Торино 2006.: 15. алпска комбинација, 22. слалом
- Ванкувер 2010.: 10. слалом

### Светско првенство
- 2001. Санкт Антон : 34. велеслалом
- 2007. Оре : 9 суперкомбинација, 31. велеслалом, 13 слалом
- 2011. Гармиш-Партенкирхен: 10. слалом, 15. велеслалом

### Светски куп
Генерални пласман
- 2001/02: 68
- 2003/02: 42
- 2004/05: 37
- 2005/06: 77
- 2006/07: 19
- 2007/08: 15
- 2008/09: 65
- 2009/10: 94
- 2010/11: 19
- 2011/12: 17
- 2012/13: 12
- 2014/15: 24

Пласман по дисциплинама (у првих 10)
- сезона 2004/05.: 9. слалом
- сезона 2006/07.: 5. слалом
- сезона 2007/08.: 3. слалом
- сезона 2010/11.: 5. слалом
- сезона 2011/12.: 4. слалом
- сезона 2012/13.: 3. слалом

20 победничких постоља

### Европа куп
- сезона 2001/02: 2. слалом
- сезона 2003/04: 1. слалом
- сезона 2005/06: 5. комбинација, 6. слалом
- сезона 2006/07: 7. укупно, 1. слалом
- сезона 2009/10: 5. слалом
- 18 победничких постоља са 10 победа